# Pizzo di Cuvignone
Il Pizzo di Cuvignone (1018 m s.l.m.) è una montagna delle Prealpi Varesine, nel gruppo montuoso Piambello-Campo dei Fiori-Nud che prende il nome dal vicino passo che collega la Valtravaglia con la Valcuvia.

## Descrizione
Il versante che guarda il lago Maggiore è molto ripido e scosceso e presenta precipizi rilevanti. La roccia che compone la montagna è calcarea. La vegetazione prevalente è il bosco di latifoglie, con frassini, castagni, betulle e qualche faggio. Il Pizzo di Cuvignone è censito tra le aree a forte pericolosità per fenomeni franosi, in particolare quelli per scivolamento.

## Accesso alla vetta
La montagna presenta alcune salite di interesse escursionistico da fondovalle e dal Lago Maggiore. Il cosiddetto "Sentiero della Costa" aggira la vetta a SW per poi risalire l'unica costola boscosa e rocciosa su sentiero ripido ma sicuro, solo a tratti parzialmente esposto (valutazione E - T3) partendo dalla località Pianeggi, sopra Caldè. Si può anche partire da Pianeggi aggirando a NW la vetta con una mulattiera diretta al Passo Sant'Antonio per poi seguire il sentiero marcato CAI 225A fino al rifugio Adamoli del CAI Besozzo, da cui per si arriva poi in vetta (valutazione E - T2). Dal rifugio un sentiero marcato arriva in soli 5 minuti al Belvedere, un punto panoramico a picco sul lago ma protetto da una staccionata robusta in legno. Da questo punto, volgendo a destra, si seguono delle tracce di sentiero che in pochi minuti portano in vetta al Pizzo di Cuvignone, cima coperta dal bosco. 
Il ritorno al rifugio può avvenire o dalla stessa via, oppure, con un piccolo anello, scendere dal versante opposto nel fitto bosco tornando brevemente al rifugio.
Sempre da Caldè e Pianeggi, è presente una salita molto impegnativa tra le varie ripidissime e malsicure vallecole e costole rocciose del lato W che con percorso arduo, selvaggio ed esposto conduce direttamente in vetta (valutazione alpinistica PD - T6).
La montagna è anche meta di escursioni invernali con le ciaspole.